# Armin Reins
Armin Reins (* 29. Mai 1958 in Varel) ist ein deutscher Unternehmer, Autor und Markenstratege.

## Leben
Reins schloss seine Ausbildung in Visueller Kommunikation an der Hochschule der Künste Berlin (heute UDK Berlin) ab und begann im Anschluss als Texter bei Dorland in Berlin und McCann-Erickson in Hamburg. Bevor er 2005 zusammen mit Veronika Classen seine eigene Marken- und Kommunikationsagentur gründete, hatte er bereits als Creative Director bei Lowe, Lürzer und Michael Conrad & Leo Burnett und als Geschäftsführer bei DMB&B und Wilkens Ayer gearbeitet.
Reins engagiert sich für eine bessere Qualität in der Ausbildung. 1998 gründete er die Texterschmiede e.V., die erste Schule für den deutschen Texter-Nachwuchs (zusammen mit Detlef Gerlach und Veronika Classen). Dort war er bis 2013 Vorstand.

## Publikationen
- Armin Reins (Hrsg.): Die Mörderfackel. Verlag Hermann Schmidt, Mainz 2003, ISBN 3-87439-607-X.
- Armin Reins (Hrsg.): Corporate Language. Verlag Hermann Schmidt, Mainz 2006, ISBN 3-87439-669-X.
- Armin Reins, Veronika Classen: Deutsch für Inländer: Von Schwall-Deutsch über Krass-Deutsch bis zu SIMS-Deutsch und Wellness-Deutsch: die 15 neuen Deutschs. Fischer Taschenbuch, 2007, ISBN 978-3-596-17236-8.
- Armin Reins, Veronika Classen (Hrsg.): Die Sahneschnitte. Verlag Hermann Schmidt, Mainz 2010, ISBN 978-3-87439-790-2.
- Armin Reins, Veronika Classen: Deutsch für Inländer: Von Schwall-Deutsch über Krass-Deutsch bis zu SIMS-Deutsch und Wellness-Deutsch: die 15 neuen Deutschs. 1. unveränderter Nachdruck Auflage. Fischer Taschenbuch, 2015, ISBN 978-3-596-30281-9.
- Armin Reins, Veronika Classen, Géza Czopf: TEXT $ELLS. Verlag Hermann Schmidt, Mainz 2015, ISBN 978-3-87439-808-4.